# Sturm über roten Wassern
Sturm über roten Wassern ist der zweite von bisher drei von geplanten sieben Romanen im Fantasy-Zyklus Gentleman Bastards des US-amerikanischen Autors Scott Lynch. Er wurde erstmals 2007 als Red Seas Under Red Skies von Gollancz / Orion veröffentlicht. Auf Deutsch wurde der Roman unter dem Titel Sturm über roten Wassern publiziert, der in der Übersetzung durch Ingrid Herrmann-Nytko 2008 bei Heyne erschien. Er setzt die Abenteuer des Protagonisten Locke Lamora und seines Freundes Jean Tannen fort, als sie an den exotischen Ufern von Tal Verrar ankommen, wo sie sich den Gefahren ihrer Vergangenheit stellen müssen, sowie neuen Rivalen, die sie um jeden Preis aufhalten wollen, während sie versuchen, ihren bisher ehrgeizigsten Betrug durchzuziehen.

## Handlung
Zwei Jahre nachdem Locke Lamora und Jean Tannen aus Camorr geflohen sind, haben sie sich in der Inselstadt Tal Verrar als professionelle Spieler in einem opulenten Casino namens „Sündenturm“ neue geheime Identitäten geschaffen. Das Etablissement, das von einem Mann namens Requin und seiner entstellten Geliebten Selendri geführt wird, hat eine Richtlinie, dass jeder, der beim Schummeln bei den Spielen erwischt wird, getötet werden muss, egal wie hochgeboren er auch sein mag. Locke und Jean haben trotzdem ständig bei den Spielen geschummelt, hauptsächlich indem sie die subtilen Schwächen ihrer Spielgegner manipulierten, und haben viele Erkundigungen in ganz Tal Verrar und den umliegenden Regionen eingezogen, um einen Weg zu finden in Requins stark befestigtes Gewölbe einzubrechen. Aber sie beginnen um den Erfolg ihres Plans zu fürchten, als die Soldmagier von Karthain, die durch die besessenen Körper von Nachtmarktverkäufern sprechen, dem Duo Rache für die Folterung und Verstümmelung des Falkners drohen. Eine solche Macht zu haben bedeutet, dass die Soldmagier die beiden töten könnten, indem sie sie einfach geistig kontrollieren und sie dazu bringen, sich gegenseitig zu töten. Im gesamten Buch verzichten die Soldmagier jedoch auf solche direkten Aktionen und begnügen sich damit, subtil und indirekt gegen die beiden vorzugehen.
Locke beschließt, die nächste Phase ihres Plans umzusetzen, indem er Selendri offenbart, dass sie betrogen haben. Als Locke zu Requin gebracht und aufgefordert wird, sowohl ihre Handlungen als auch sein scheinbar selbstmörderisches Geständnis zu erklären, behauptet Locke, dass sie für eine unbekannte Partei arbeiten, die sie über Stellvertreter bezahlt, um seinen Tresor auszurauben. Er behauptet, den Betrug gestanden zu haben, weil er diese Verbindung aus zweiter Hand zu ihrem Arbeitgeber satt hat und stattdessen im Sündenturm arbeiten möchte. Requin und Selendri beschließen widerwillig, das Leben des Duos vorerst zu verschonen.
Kurz nach Requins Verhör werden Locke und Jean von den „Allsehenden Augen des Archonten“ gefangen genommen, Elitesoldaten, die direkt für den Anführer von Tal Verrar arbeiten – die unter dem Kommando einer hochbegabten Frau namens Merrain Merrai stehen – und zur „Mon Magisteria“ gebracht, das Hauptgebäude der Stadt. Dort treffen sie auf den Archon Maxilan Stragos, der ihnen ein Gift verabreicht, das einen Menschen innerhalb von zwei Monaten tötet, wenn nicht regelmäßig Gegenmittel eingenommen werden. Stragos hatte Depeschen von Kontakten unter den Soldmagiern über ihre wahre Identität, ihre Aktivitäten in Camorr und die Genugtuung der Soldmagier erhalten, dass Stragos sie beherrschen kann. Der Archon beschließt, die Nachahmungsfähigkeiten von Locke und Jean auszunutzen, indem er sie lernen lässt, sich als kompetente Seeleute auszugeben. Dann möchte er, dass sie ein Schiff kommandieren, über das Messingmeer zum „Geisterwind-Archipel“ im äußersten Süden segeln, die Unterstützung der Piraten in dieser Region gewinnen und dann in die Gewässer von Tal Verrar zurückkehren, um Schiffe zu plündern.
Stragos hofft, dass die vermeintliche Piratenbedrohung die „Priori“ verzweifelt nach einer verstärkten Marine rufen lassen wird, die der Archon, der Oberbefehlshaber von Tal Verrars Militär, bereitstellen würde. Dies würde dem Archon auch viel mehr Macht im Vergleich zu den Priori geben, dem Regierungsrat, der die Stadt gemeinsam mit dem Archon regiert, aber einen Krieg vermeiden möchte, um seine wirtschaftlichen Interessen zu wahren. Stragos gab Locke und Jean das Gift, das Gegengift, das nur sein persönlicher Alchemist zusammenbrauen kann, denn das Zweimonatsfenster gibt ihnen gerade genug Zeit, um mit Piratenverbündeten zum Geisterwind-Archipel und zurück zu gelangen; Stragos verspricht, dem Duo ein dauerhaftes Gegengift zu geben, sobald ihr Auftrag vollständig abgeschlossen ist. Nach einem erneuten Gespräch mit Requin kann Locke Stragos als angeblich wahre Identität des mysteriösen Arbeitgebers, über den er zuvor gesprochen hat, in seine Geschichte einbauen. Ein kurzes Zwischenspiel aus Sicht des Archonten lässt den Leser wissen, dass Merrain – anders als Locke und Jean glauben – nicht für den Archon arbeitet, sondern von ihren namenlosen „Meistern“ geschickt wurde, um vorübergehend mit ihm zusammenzuarbeiten. Beiläufig erwähnt Merrain in dem Gespräch auch, dass die Pläne des Archonten, sollten sie aufgehen, zu „mehr Blutvergießen führen würden als in zweihundert Jahren“ – ein Ergebnis, das Merrain offensichtlich für akzeptabel oder sogar wünschenswert hält. Während Locke und Jean bei Segelmeister Caldris bal Comar körperlich hart auf das Kommandieren eines Schiffs vorbereitet werden, werden sie plötzlich zum Ziel mehrerer Attentatsversuche einer unbekannten Partei, die weder mit Requin noch mit Stragos in Verbindung steht. Nichtsdestotrotz erhalten sie nach einem Monat Training die Verantwortung für ein Schiff namens „Roter Kurier“ und werden angewiesen, inhaftierte Seeleute im Kerker von „Amwind-Felsen“ zu befreien, um ihre Besatzung zu bilden. Der Archon befiehlt ihnen auch, die Matrosen davon abzuhalten, die außer Gefecht gesetzten Wachen zu töten; Locke und Jean gehorchen. Nach der Flucht der Besatzung tötet Merrain jedoch heimlich die Wachen – im Auftrag ihrer wahren Bosse und offensichtlich ohne das Wissen des Archons. Diese Tat würde Locke und Jean in den Augen des Archons diskreditieren und später beinahe dazu führen, dass sie von ihm getötet wurden.
Während der Reise nach Süden spielen Locke und Jean die Rolle des Kapitäns und des Ersten Offiziers, während Caldris ihnen diskrete Anweisungen zum Kommandieren des Schiffes gibt. Die Anstrengung, das Duo zu decken und sich gleichzeitig um alle Schiffsangelegenheiten zu kümmern, führt dazu, dass Caldris kurz vor einem großen Sturm einen tödlichen Herzinfarkt erleidet. Ohne die Hilfe von Caldris führt Lockes Inkompetenz zu mehreren toten Besatzungsmitgliedern und Schäden am Schiffsmast. Die überlebenden Matrosen, die sich jetzt bewusst sind, dass Locke und Jean keine echten Seeleute sind, beginnen eine Meuterei und setzen die beiden in einem kleinen Boot auf See.
Stunden nach der Meuterei werden die „Roter Kurier“ und das Boot des Duos von einem Piratenschiff namens „Giftorchidee“ gefangen genommen, das von Zamira Drakasha kommandiert wird. Locke, Jean und die gefangenen Matrosen werden auf die „Schrubbwache“ der „Giftorchidee“ gesetzt, eine Gruppe gefangener Männer, die niedere Arbeit verrichten. Locke wird von Zamira über den Grund verhört, warum er trotz seiner offensichtlichen Unerfahrenheit ein Schiff beschlagnahmt hat, während Jean und der Erste Maat des Schiffes, Ezri Delmastro, sich ineinander verlieben.
Unter den Regeln von Zamira haben die Mitglieder der Schrubbwache die Möglichkeit, volle Mitglieder der Orchidee zu werden, indem sie an einem Überfall auf ein anderes Schiff teilnehmen. Locke und Jean melden sich freiwillig, um als Erste das nächste Schiff zu besteigen, um das Vertrauen zurückzugewinnen, das sie gegenüber der ursprünglichen Besatzung der Kurier verloren haben. Die Tapferkeit des Duos wird von der Besatzung zu einem Objekt der Bewunderung, als sich herausstellt, dass das Schiff, das sie überfallen, von bösartigen jeremitischen Erlösern verteidigt wird.
Jean diskutiert mit Locke darüber, dass die Piraten ihre volle Offenheit verdienen, anstatt Lockes Plan umzusetzen, sie gegen Tal Verrar ins Verderben zu führen. Nach der Aufnahme in die Crew der „Giftorchidee“ befolgt Locke Jeans Rat, erzählt Zamira die Wahrheit darüber, wie Stragos ihn benutzt hat, und fleht sie an, ihm dabei zu helfen, einen Weg zu finden, den Plan des Archonten zu unterlaufen. In Port Prodigal, der einzig verbliebenen Stadt im Geisterwind-Archipel, leitet Zamira Lockes Bitte an den Rat der Piratenkapitäne weiter. Obwohl der Rat dafür stimmt, sie gegen Stragos ziehen zu lassen, befürchten sie insgeheim, dass der Archon sie als Vergeltung angreifen wird, und beschließen, später Jaffrim Rodanov (ebenfalls ein Piratenkapitän) zu schicken, um Zamira davon abzuhalten, den Rest von ihnen in einen möglichen Konflikt zu ziehen.
Locke und Jean kehren mit der „Giftorchidee“ nach Tal Verrar zurück und stellen den Kontakt zu Stragos wieder her, dem sie versprechen, mit dem Angriff auf Schiffe zu beginnen, und Requin, dem sie vorgaukeln, sie würden sofort zum Geisterwind-Archipel zurückkehren. Sie und die Orchideen (Spitzname der Crew) verärgern den Archon absichtlich, indem sie sich nur teilweise an seine Befehle halten, einen halbherzigen Überfall auf ein kleines Handelsschiff inszenieren, aber einen massiven Angriff auf eine Stadt im Nordwesten starten. In dieser Stadt müssen sich Leibeigene und Bauern für Geld, dass sie dringend zum Überleben benötigen, grausamen und demütigenden Spielen der Adligen aussetzen. Locke und Jean hoffen, dem Alchemisten des Archonten bei einem ihrer folgenden Treffen nahe genug zu kommen, um irgendwie das Gegengift zu stehlen. Stragos weigert sich aber schließlich, sie wiederzusehen, es sei denn, sie haben einen richtigen Überfall auf ein Schiff durchgeführt.
Rodanovs Schiff fängt Zamira ab und greift die „Giftorchidee“ an. Als die Schlacht zu einer Pattsituation wird, bringt eine der Orchideen, die eigentlich für Rodanov gearbeitet hatte, eine alchemistische Sphäre hervor. Alechemistische Sphären sind ein Gemisch, dass einmal in Brand gesetzt, nicht mehr zu löschen ist. Er zündet es versehentlich vorzeitig an, als eine der Orchideen ihn mit einem Pfeil erschießt, aber Ezri opfert ihr Leben (sie verbrennt, weil sie die Sphäre berührt), um die brennende Kugel auf das feindliche Schiff zu werfen und den Rest von Rodanovs Besatzung zu töten. Locke und der trauernde Jean beschließen, Stragos in derselben Nacht zu erledigen und gleichzeitig den Sündenturm-Job zu erledigen.
Locke und Jean beschließen, die Priori in den Kampf gegen den Archon einzubeziehen und schleichen sich in das Haus von Marius Cordo und seinem Sohn Lyonis, beide Mitglieder der Priori, die den Sündenturm besuchen. Es stellt sich heraus, dass Marius derjenige ist, der die mysteriösen Attentäter angeheuert hat, um die beiden Diebe zu töten. Durch Beeinflussung und Falschinformationen der Soldmagier glaubte er, dass Locke und Jean eine Bedrohung für die Priori darstellten. Locke beschließt, die Mordangelegenheit fallen zu lassen und bittet um die Hilfe der Cordos gegen Stragos. Locke und Jean überzeugen dann die Allsehenden Augen, sie öffentlich außerhalb des Sündenturms zu verhaften, um ihnen zu helfen, ihren Raubüberfall abzuschließen. Im Sündenturm erzählen Locke und Jean Requin in seinem Büro, dass der Archon von ihrem Plan weiß, überzulaufen. Locke und Jean überwältigen Selendri und die Wachen. Dann enthüllen sie ihren eigentlichen Plan: die wertvollen Gemälde aus der Zeit von Therin Throne zu stehlen. Alle Schritte, die sie unternommen haben, um in das Gewölbe einzubrechen, waren Täuschungsmanöver. Sie nehmen die Gemälde aus den Rahmen, schleichen sich mit den Gemälden zurück ins Erdgeschoss und lassen sich von den Augen verhaften. Auf dem Rückweg zum Mon Magisteria töten Lyonis und seine Männer die Augen und nehmen ihre Uniformen als Verkleidung.
Im Mon Magisteria erzählt Stragos, in Anwesenheit von Merrain und dem Alchemisten, Locke und Jean von seiner Absicht, sie für die ermordeten Wachen vom Amwind-Felsen hinrichten zu lassen. Die verkleideten Lyonis und seine Männer schlagen den Archon nieder und übernehmen die Kontrolle über die Burg. Der gefangene Alchemist enthüllt, dass er derzeit nur eine Phiole des Gegenmittels vorbereitet hat, aber als Locke und Jean ihn mitnehmen wollen, um mehr herzustellen, tötet Merrain ihn mit einem vergifteten Dolch. Locke und Jean übergeben Zamira und ihrer Crew Stragos, um ihn nach Belieben einzusperren und zu quälen, bevor sie nach Vel Virazzo aufbrechen.
Requin und Selendri treffen anschließend einen Deal mit den Priori, um die neue Ordnung in Tal Verrar mitzugestalten. Requin enthüllt Selendri dann, dass die gestohlenen Gemälde tatsächlich neuere Reproduktionen der echten Werke von Therin Throne waren, die in seinem Gewölbe versteckt waren. Locke und Jean erfahren erst vom Kunsthändler Vel Virazzo, der die Gemälde kauft. Er biete ihnen nur einen Bruchteil des ursprünglichen Preises, den er für die echten Artikel bezahlt hätte, an. Während das Duo mürrisch auf einem gemieteten Schiff eine Mahlzeit zu sich nimmt, besteht Jean darauf, dass Locke das Gegenmittel trinkt. Locke eröffnet ihm, dass er das Gegenmittel bereits in Jeans Getränk geschmuggelt hat. Locke sagt Jean, dass er möchte, dass sie in den letzten paar Wochen, in denen Locke zu leben hat, im Messingmeer irgendwohin segeln, wo sie etwas Neues sehen.

## Trivia
Im Nachwort entschuldigt sich Lynch für seine mangelnden nautischen Kenntnisse:

„Begeisterte Segler, sowohl die, die den Sport nur von ihrem gemütlichen Sessel aus kennen, als auch die aus echtem Schrot und Korn mit praktischer Erfahrung, müssen gemerkt haben, dass die nautischen Begriffe in dem Roman Sturm über Roten Wassern recht eigenwillig – um nicht zu sagen falsch – verwendet wurden.
In manchen Fällen kann ich mich auf die ehrenhafte Ausrede berufen, dass ich einige Details zum besseren Verständnis der Lektüre weggelassen oder den kulturellen und technischen Eigenheiten von Lockes Welt angepasst habe. Andere Fehler sind schlichtweg dadurch entstanden, dass es mir so ging wie vielen anderen Autoren auch - ich bin völlig unbeleckt von Fachwissen und habe irgendwelchen Blödsinn geschrieben. Für beide Seiten wäre es also das Beste, liebe Leser, wenn Sie keine Ahnung von der Seefahrt haben. Ich drücke die Daumen, dass dem so ist.“

## Ausgaben
- Red Seas Under Red Skies. Gollancz / Orion, 2007, ISBN 978-0-575-07695-2.
  - Sturm über roten Wassern. Heyne, 2008, ISBN 978-3-453-53113-0.